# Saint-Sauveur, Somme
Saint-Sauveur là một xã ở tỉnh Somme, vùng Hauts-de-France, Pháp.

## Địa lý
Thị trấn này có cự ly khoảng 3 dặm Anh về phía tây bắc của Amiens, at the D191 và đường D97, bên hai bờ sông Somme

## Dân số
| 1962                                                  | 1968 | 1975 | 1982 | 1990 | 1999 |
| ----------------------------------------------------- | ---- | ---- | ---- | ---- | ---- |
| 1034                                                  | 1173 | 1371 | 1410 | 1557 | 1526 |
| Số liệu dân số từ năm 1962, dân số không tính hai lần |      |      |      |      |      |